# Draba acaulis
Draba acaulis är en korsblommig växtart som beskrevs av Pierre Edmond Boissier. Draba acaulis ingår i släktet drabor, och familjen korsblommiga växter. Inga underarter finns listade i Catalogue of Life.

## Bildgalleri

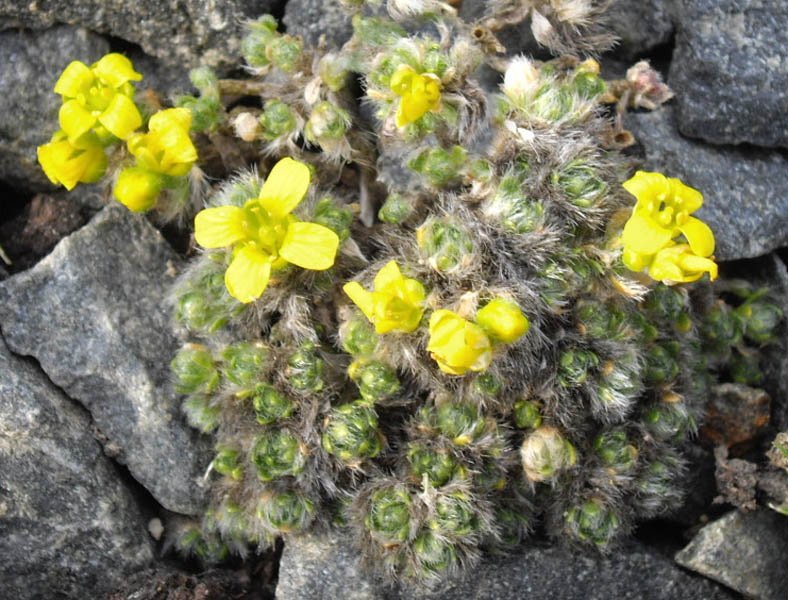